# Рей Данлоп
Рей Данлоп (англ. Ray Dunlop; 0 грудня 1904 — 1 січня 2000) — колишній австралійський тенісист.
Перемагав на турнірах Великого шолома в парному розряді.

## Фінали турнірів Великого шлему

### Парний розряд (1 перемога)
| Результат | Рік  | Турнір              | Покриття | Партнер       | Суперники                             | Рахунок                 |
| --------- | ---- | ------------------- | -------- | ------------- | ------------------------------------- | ----------------------- |
| Перемога  | 1931 | Чемпіонат Австралії | Трава    | Чарлз Доног'ю | Джек Кроуфорд (тенісист) Геррі Гопмен | 8–6, 6–2, 5–7, 7–9, 6–4 |

### Мікст (1 фінал)
| Результат | Рік  | Турнір              | Покриття | Партнер             | Суперники                | Рахунок  |
| --------- | ---- | ------------------- | -------- | ------------------- | ------------------------ | -------- |
| Поразка   | 1934 | Чемпіонат Австралії | Трава    | Емілі Гуд Вестакотт | Джоан Гартіґан Едґар Мун | 3–6, 4–6 |